# Pedrinho (ur. 1998)
Pedrinho, właśc. Pedro Victor Delmino da Silva (ur. 13 kwietnia 1998 w Maceió) – brazylijski piłkarz występujący na pozycji skrzydłowego lub ofensywnego pomocnika, od 2024 roku zawodnik ukraińskiego Szachtara Donieck.